# Bürgermeisterei Longuich
Die Bürgermeisterei Longuich im Landkreis Trier im Regierungsbezirk Trier in der preußischen Rheinprovinz war eine Bürgermeisterei mit
7 Dörfern, 1 Hof und 4 Mühlen, welche 358 Feuerstellen und 2535 Einwohner hatten (Stand 1828).
Darin:
- Longuich, ein Dorf an der Mosel mit 1 Kathol. Pfarrkirche, 62 Fst., 2 Mühlen, 432 Einw., einem Sauerbrunnen und Weinbau.
- Riol, ein Dorf an der Mosel mit 60 Fst., 1 Mühle und 398 Einw.
- Ober-Fell, ein Dorf mit 87 Fst., 674 Einw., Weinbau, Dachschieferbrüchen und einer Mineralquelle. Dazu gehört der Feller Hof mit 9 Einw.
- Fastrau, ein Dorf an der Mosel mit 31 Fst., 1 Mühle, 189 Einw. und Weinbau.
- Kenn, ein Dorf an der Mosel mit 69 Fst., 484 Einw. und Weinbau.
- Ferner die Dörfer: Kirsch mit 32 Fst., 266 Einw. und Nieder-Fell mit 1 Kath. Pfarrkirche, 16 Fst. und 83 Einw.

Die Bürgermeisterei Longuich wurde 1927 umbenannt in Amt Longuich und fusionierte 1931 mit dem Amt Schweich.